# Antonius Hanneron
Antonius Hanneron (waarschijnlijk Atrecht, ca. 1410 - Brugge, 10 december 1490) was een vooraanstaand geestelijke, hoogleraar en diplomaat in de Bourgondische Nederlanden. Hij was onder andere professor en rector aan de universiteit van Leuven, proost van het kapittel van Sint-Servaas te Maastricht en dat van Sint-Donaas in Brugge, kanselier van Vlaanderen, raadgever van Filips de Goede, mentor en raadgever van Karel de Stoute.

## Levensloop
Antonius Hanneron werd met zekerheid in Picardië en wellicht in Atrecht geboren. Uit die streek zijn verschillende voorname leden van deze familie bekend.
Hij werd magister artes en doctor in decretales (rechtsgeleerdheid)  aan de universiteit van Parijs. In 1429 werd Hanneron magister artes aan de universiteit van Leuven, die toen pas vijf jaar bestond. Vanaf 1430 werd hij regent aan de Leuvense Artesfaculteit en doceerde er zeven jaar, onder andere grammatica, zoals blijkt uit later uitgegeven werk. In 1431-32 werd hij decaan van de Artes en vanaf 1434 was hij telkens in het tweede trimester rector van de universiteit. In de volgende jaren zou hij bij herhaling als onderhandelaar optreden namens de jonge universiteit en ook binnen de universiteit zelf.

### Diplomaat van Filips de Goede

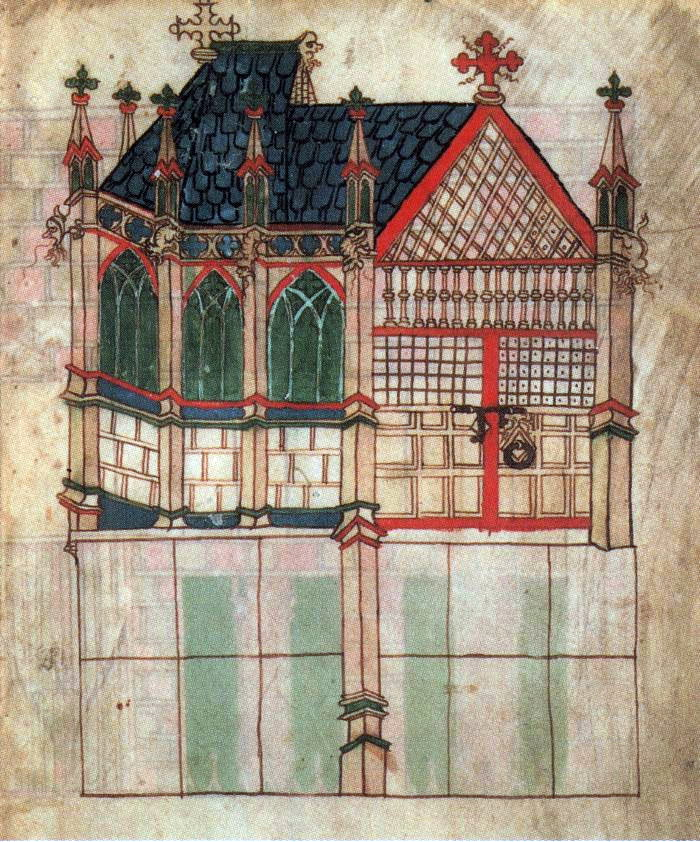
Bouwtekening Koningskapel, Maastricht (ca. 1460), gebouwd onder proost Hanneron

Rond 1440 introduceerde zijn oud-student Jan VI van Bourgondië, bastaardzoon van Jan zonder Vrees en inmiddels bisschop van Kamerijk, hem bij de hertog van Bourgondië, Filips de Goede, die hem een positie aan het hof gaf als maistre d'école et instituteur. Filips bezorgde Hanneron tevens een prebende als proost van het Sint-Waltrudiskapittel in Bergen, waarmee hij financiële onafhankelijkheid verkreeg. In 1441 werd hij belast met de intellectuele en diplomatieke vorming van de 8-jarige hertog Karel van Charolais, later Karel de Stoute genoemd.
Tegelijk werd Hanneron een van de naaste medewerkers van Filips de Goede, die hem vaak op diplomatieke missies stuurde. In die positie had Hanneron in 1449 succes als onderhandelaar bij koning Karel VII van Frankrijk en als dank daarvoor werd hij aangesteld als aartsdiaken van het bisdom Kamerijk. In 1450 werd hij naar Chartres gestuurd om er met de Franse bisschoppen te onderhandelen over de Pragmatieke Sanctie van Bourges, die Karel VII in 1438 had afgekondigd om de macht van de paus over de kerk in Frankrijk in te perken.
In de volgende jaren werd hij met allerhande diplomatieke zendingen belast, onder andere in Luik en Brugge. Tegelijkertijd was hij betrokken bij de organisatie en financiering van een nieuwe kruistocht tegen de Turken, waarvoor hij in 1459-60 diplomatieke besprekingen voerde met paus Pius II enerzijds en keizer Frederik III anderzijds. Hij keerde uit Rome terug als apostolisch protonotaris (met de aanspreektitel monseigneur).
Als beloning ontving hij van Filips de Goede het lucratieve proostschap van de Sint-Servaaskerk in Maastricht. In die hoedanigheid was hij tevens heer van de Elf banken van Sint-Servaas, Tweebergen en Mechelen-aan-de-Maas. In 1463, toen Hanneron nog maar net proost was, ontving het Maastrichtse kapittel een grote som geld van koning Lodewijk XI van Frankrijk. Het geld was bedoeld voor de bouw van de zogenaamde Koningskapel. Het is niet duidelijk of de Franse koning hiermee invloed wilde krijgen bij het kapittel of de Bourgondisch-gezinde proost. Tezamen met de koningskapel werden ook de kloostergangen vernieuwd in laatgotische stijl.
In 1462 werd hij ook benoemd, dichter bij Brugge, tot commanditair abt van de Sint-Andriesabdij.

### Diplomaat van Karel de Stoute
Toen Filips de Goede in 1467 was overleden werd Antonius Hanneron nu ook officiële raadgever (maître des requêtes) van de nieuwe hertog van Bourgondië, Karel de Stoute. Een van de eerste acties (24 december 1467) was om het proostschap van Sint-Servaas in Maastricht in te wisselen voor dat van Sint-Donaas in Brugge. Die laatste positie ging samen met het kanselierschap van Vlaanderen. Hanneron werd tevens bestuurder van de Raad voor de Domeinen en Financies, in 1473 omgevormd tot Raad voor de financies, domeinen en beden, waarvan hij thesaurier werd. Op geregelde tijdstippen begiftigde de hertog hem met eigendommen of lenen, waardoor Hanneron tot grote rijkdom kwam. In 1470 verkocht Jean de Briarde de heerlijkheid Steenkerke met marktrecht aan Hanneron, die het vervolgens schonk aan zijn nicht Gillette Hanneron.
De nauwe band met de hertog verhinderde nochtans niet dat Hanneron in 1474 de zijde van het Brugse kapittel koos, toen het weigerde een opgelegde oorlogsbelasting te betalen. Hanneron was op dat moment onmisbaar in de onderhandelingen met Spanje en de Duitse keizer, wat hem zeker behoedde voor gevangenneming. Bij die onderhandelingen bleek hij ook om zijn eigen status bekommerd; hij wilde bisschop van Bazel worden, maar dit mislukte.
Na 1474 bekommerde hij zich vooral om de vele financiële zorgen die het hertogdom Bourgondië had ingevolge de permanente staat van oorlogvoering. Nadat Karel de Stoute in 1477 gesneuveld was, werd Hanneron met andere kopstukken van het bestuur van de Bourgondische Nederlanden opgepakt en in Vilvoorde gevangengezet. In augustus 1477 wist hij zich met een flinke afkoopsom vrij te kopen. Bij de doop van  het zoontje van Maria van Bourgondië, de latere Filips de Schone op 28 juni 1478, droeg hij de mis op in de Brugse kathedraal. Hij behoorde toen echter niet meer tot de belangrijkste raadgevers in de omgeving van de hertogin en van haar echtgenoot, Maximiliaan van Oostenrijk.
Antonius Hanneron overleed in 1490 in Brugge en werd in de Sint-Donaaskathedraal begraven. Van de grafplaat, die thans verdwenen is, heeft de Brugse kanunnik De Molo een tekening gemaakt.

## Nalatenschap
In 1484 stichtte hij in Leuven het Sint-Donaascollege, met bijhorende studiebeurzen voor zes studenten in het canoniek recht, waarbij hij liet vastleggen dat zijn opvolgers als proost van Sint-Donaas er de leiding over zouden hebben. Het college was gehuisvest in zijn voormalige woonhuis in Leuven.
De tijdens het proostschap van Hanneron in Maastricht gebouwde Koningskapel werd in 1804 grotendeels gesloopt; de laatgotische kloostergangen zijn nog intact, maar het is onduidelijk hoeveel bemoeienis de proost hiermee daadwerkelijk heeft gehad.
In de Professorenbuurt in de Maastrichtse wijk Wyckerpoort is sinds 1961 een straat naar hem vernoemd, de Professor Hanneronstraat.

## Publicaties
- Tractatus de coloribus verborum et sententiarum cum figuris grammaticalibus, Utrecht, 1475.
- De epistolis brevibus edendis, Antwerpen, ca. 1475.
- Dyasynthetica, Antwerpen, 1487.
- Compendiosus Artis epistolandi Libellus (postuum), 1507.